# Soból (województwo lubelskie)
Soból – wieś w Polsce położona w województwie lubelskim, w powiecie tomaszowskim, w gminie Tyszowce.
W latach 1975–1998 miejscowość administracyjnie należała do województwa zamojskiego.
Wieś jest sołectwem w gminie Tyszowce. Według Narodowego Spisu Powszechnego z roku 2011 wieś liczyła 92 mieszkańców.

## Historia
Soból zwany także Sobole opisano w wieku XIX jako wieś w powiecie tomaszowskim, gminie Tyszowce, parafii Łaszczów, Wieś posiadała 21 domów i 207 mieszkańców z gruntem 267 mórg roli oraz 21 mórg lasu. Ludność trudniła się rolnictwem, gleba głównie popielatka. Wieś wchodziła poprzednio w skład dóbr Czartowiec.